# Jean de Durfort
Jean de Durfort, sieur de Duras et de Blanquefort, né vers 1450 et mort le 12 avril 1520, est maire de Bordeaux de 1480 à 1485, puis de 1495 à 1515. 

## Biographie
Jean de Durfort, de la maison de Durfort, est le fils de Gaillard IV de Durfort et d'Anne de la Pole, fille du 1er duc de Suffolk. Il épouse en 1478 Jeanne Angevin, petite-fille de Bernard Angevin,.
Il est nommé maire de Bordeaux par Louis XI en 1480 ; Poncet de la Rivière lui succède en 1485 ; Charles VIII le nomme maire pour la seconde fois en 1495.